# آسیاب بادی روستای دزک
آسیاب بادی روستای دزک مربوط به سدهٔ ۹ و ۱۰ ه.ق است و در شهرستان گرمسار، بخش ایوانکی، دهستان ایوانکی، غرب روستای دزک واقع شده و این اثر در تاریخ ۲۶ اسفند ۱۳۸۷ با شمارهٔ ثبت ۲۶۰۸۳ به‌عنوان یکی از آثار ملی ایران به ثبت رسیده است.